# Howell County
Howell County is een county in de Amerikaanse staat Missouri.
De county heeft een landoppervlakte van 2.403 km² en telt 37.238 inwoners (volkstelling 2000). De hoofdplaats is West Plains.